# Конкањо (Комо)
Конкањо је насеље у Италији у округу Комо, региону Ломбардија.
Према процени из 2011. у насељу је живело 718 становника. Насеље се налази на надморској висини од 396 м.